# Бела трака (филм)
Бела трака је драмски филм на немачком језику из 2009. године, који је написао и режирао Михаел Ханеке. Снимљен као црно-бели филм, Бела трака истражује мрачни приказ друштва и породице у селу на северу Немачке непосредно пре Првог светског рата. Према Ханекеу, Бела трака говори о коренима зла. Било да је у питању верски или политички тероризам, то је иста ствар.
Филм је премијерно приказан на 62. Филмском фестивалу у Кану у мају 2009. где је освојио Златну палму, након чега су уследиле позитивне критике и неколико других великих награда, укључујући награду Златни глобус 2010. за најбољи филм на страном језику. Филм је такође добио две номинације на 82. додели Оскара 2009. године: најбољи филм на страном језику (за Немачку) и најбољу кинематографију (Кристијан Бергер).

## Радња
Сећања неименованог старијег кројача чине параболу из далеке године када је радио као сеоски учитељ и упознао своју вереницу Еву, дадиљу.
Место радње је фиктивно протестантско село Ајхвалд, Северна Њемачка, од јула 1913. до 9. августа 1914. године, где локални пастор, доктор и барон владају над женама, децом и сељацима у том подручју.
Пуритански пастор води часове и пубертетској деци ствара грижу савести због наизглед малих преступа. Дао им је да носе беле траке као подсетник на невиност и чистоту од којих су залутали. Када је на испитивању, његов син признаје нечисто додиривање; пастор везује дечакове руке за оквир кревета сваке ноћи. Доктор, удовац, љубазно се опходи према сеоској деци, али понижава своју домаћицу (локалну бабицу, са којом је у сексуалним односима) и такође сексуално злоставља своју ћерку тинејџерку.
Барон, који је господар властелинства, осигурава жетвене свечаности за сељане, од којих су многи његови радници на фарми. Након што је његовог малог сина насилно повредио непознати нападач(и), он по кратком поступку отпушта Еву без очигледног разлога, али ипак брани интегритет фармера чији је син симболичним чином уништио бароново поље купуса.
Пријатељство наставника са Евом доводи до посете њеној породичној кући током божићног распуста; тражећи њену руку, он добија од њеног оца невољну дозволу да се ожени, али тек након једногодишњег тестног периода.
Догађају се необјашњиви штетни догађаји. Жица је развучена између два дрвета због чега је доктор страховито пао са коња. Сељакова жена умире у пилани када попуштају труле подне даске; њен син је био вандала на пољу купуса, а њен ожалошћени муж се касније обесио. Баронов млади син Сиги нестаје на дан жетве и пронађен је следећег јутра у пилани везан. Изгорела је штала на властелинству. Бароница каже свом мужу да је заљубљена у другог мушкарца. Убрзо након што је пастор издвојио и умртвио своју ћерку на часу, она отвара кавез његовог папагаја са маказама у руци; пастор затиче птицу на свом столу, сурово набијену на колац у облику крста. Ћерка стјуарда на бароновом имању има насилни сан-предосећај о страдању хендикепираног сина бабице, затим је дечак нападнут и скоро ослепљен, пронађен током ноћне потраге заједно са добро написаном белешком у којој се цитира Библија. Управитељ насилно туче свог сина јер је украо флауту од Сигија.
Бабица хитно одузима бицикл од учитељице да оде у полицију у граду, тврдећи да је њен син рекао да зна ко га је напао. Она и њен син више нису виђени. У међувремену, доктор и његова породица су такође изненада нестали, остављајући на вратима поруку да је његова ординација затворена. Све веће сумње наставника доводе до сукоба у пасторовом жупном дому, где он сугерише да су пасторова деца и ученици претходно знали о локалним догађајима и инсинуира да су их они вероватно починили. Увређен, пастор га грди и прети да ће га пријавити надлежнима ако понови своје оптужбе.
Филм се завршава неколико дана након што је Први светски рат званично почео, а последња сцена се дешава у недељној цркви на дан посете нараторовог будућег свекра. У селу остаје узнемиреност, без објашњења насилних догађаја. Наратор је на крају регрутован, остављајући Ајхвалд, да се више никада не врати у завичај.

## Глумачка подела
- Кристиан Фридел као школски наставник
- Ернст Јакоби као наратор (само глас, школски учитељ као много старији човек)
- Леоние Бенеш као Ева, дадиља за бебе близнакиње барона и баронице на кратко
- Улрих Тукур као барон
- Урсина Ларди као бароница, Мари-Луис
- Фион Мутерт као Сигмунд, њихов најстарији син
- Мајкл Кранц као Сигмундов тутор
- Бурхарт Клауснер као пастор
- Стефи Кухнерт као Ана, пасторова жена
- Марија-Викторија Драгус као Клара, њихова најстарија ћерка
- Леонард Проксауф као Мартин, њихов најстарији син
- Левин Хенинг као Адолф

## Продукција
Михаел Ханеке је рекао да је пројекат био у развоју више од десет година. Првобитна верзија сценарија је написана као телевизијска мини-серија за аустријски емитер ОРФ, али када након пет година није пронађен ниједан копродуцент који би био вољан да уложи у пројекат, Ханеке је одлучио да пројекат паузира. На крају је пројекат покренут као филм. Продукцију је водила аустријска компанија Вега Филм. Такође је у копродукцији X Filme (Немачка), Les Films Du Losange (Француска) и Lucky Red (Италија).
Филм је добио финансијску подршку од Аустријског филмског института, разних локалних фондова у Немачкој, француског ЦНЦ -а и филмског фонда Савета Европе Еуримаж. Филм је имао укупан буџет од око 12 милиона евра.
Више од 7.000 деце је интервјуисано током шестомесечног периода кастинга. За већину улога одраслих, Ханеке је бирао глумце са којима је раније радио и стога је знао да су прикладни за улоге. Улога пастора првобитно је написана за Улриха Мухеа, глумца који је глумио у неколико Ханекеових претходних продукција, али који је умро 2007. Различити глумци су разматрани за замену и на крају је улога припала Бургхарту Клауснеру, којег редитељ раније није лично познавао. Предност су дали глумци са значајним сценским искуством због одмереног језика сценарија.
Снимање је реализовано између 9. јуна и 4. септембра 2008. Локације су коришћене у Лајпцигу, Либеку, Дрецу и  Платенбургу и Дасоу. Избор да се филм сними у црно-белој боји био је делимично заснован на сличности са фотографијама тог доба, али и на стварању ефекта дистанцирања.
Све сцене су првобитно снимљене у боји, а затим измењене у црно-беле. Кристијан Бергер, Ханекеов уобичајени директор фотографије, снимио је филм у формату Супер 35 користећи Мувикем Компект. Пре почетка снимања, Бергер је проучавао црно-беле филмове које је Ингмар Бергман снимио са Свеном Никвистом као сниматељем. Ханеке је желео да окружење буде веома мрачно, тако да су многе унутрашње сцене користиле само практичне изворе светлости као што су уљане лампе и свеће. У неким од најмрачнијих сцена, где је екипа била приморана да дода вештачко осветљење, додатне сенке су могле да се уклоне у дигиталној постпродукцији што је омогућило опсежно ретуширање. Филмски тим у Бечу је такође изоштрио предмете и изразе лица, а са слика су уклоњени савремени детаљи. У плесној сцени, где се камера помера за 360 степени, додаване су плочице оквир по кадар како би се заменили оригинални Етернит кровови. Критичар Кристијан Бус је предложио да се у називу фиктивног села „Ајхвалд“ помињу нациста Адолф Ајхман и концентрациони логор Бухенвалд. Ајхвалд је, међутим, уобичајено немачко име места, што значи „Храстова шума“.

## Издање
Филм је премијерно приказан 21. маја 2009. као званична селекција на 62. Канском филмском фестивалу, а биоскопско приказивање у Аустрији 25. септембра 2009. У Немачкој, емитовање у одабраним биоскопима 17. септембра праћено је широком дистрибуцијом 15. октобра. Америчка дистрибуција компаније Sony Pictures Classics почела је 30. децембра 2009.
Са потпуно немачком глумачком екипом и окружењем, као и копродукцијом немачке компаније, расправљало се о томе да ли филм треба посматрати као аустријску или немачку продукцију. Сам Ханеке је изразио равнодушност: „На Олимпијским играма медаља не иде земљи, већ спортисти“. Општи осећај је да је то првенствено филм Михаела Ханекеа.

## Пријем

### Критички одговор
Немачки критичари су били позитивни. Јулиа Еверс из Oberösterreichische Nachrichten назвала је филм „опресивном и импресивном моралном сликом, у којој ни публика ни људи у селу не налазе вентил за бег из мреже ауторитета, хијерархије и насиља. [...] Све у Белој траци је истина. И зато се то тако тешко подноси.“ Маркус Кеушниг из Die Presse похвалио је трезну кинематографију заједно са темпом нарације. Оспоравајући оптужбе да је Ханекеов филмски приступ хладан и циничан, он је уместо тога поздравио редитеља као бескомпромисног и искрено хуманистичког. Питер Зандер из Die Welt упоредио је филм са Ханекеовим претходним радовима Бенијев видео и Смешне игре, закључивши да, иако је насиље у претходним филмовима изгледало удаљено и конструисано, Бела трака показује како је део људског друштва. Зандер је такође аплаудирао „савршено постављеној деци“, коју је сматрао „правим звездама овог филма“. У магазину Шпигел, Кристијан Бус је изнео мишљење да је то дело „хорор драма, без хорор слика“, и похвалио је његово одступање од конвенција савремене немачке кинематографије, написавши да нас „Ханеке тера да научимо како да видимо изнова“.
Бела трака је такође добила углавном позитивне критике у публикацијама на енглеском језику, добивши 82/100 на Метакритик-у. Rotten Tomatoes такође наводи да је 86% критичара дало позитивну рецензију филму на основу 148 рецензија, са просечном оценом 7,73/10. Мик ЛаСал из Сан Франциско Кроникл написао је: „Оно што Белу траку чини великим филмом, важним филмом, јесте да се Ханекеова поента протеже даље од преднацистичке Немачке. [...] Можда је то био бољшевизам или било која идеологија која подстиче слепу оданост, која ласка сујети људи говорећи им да су интелигентни јер не размишљају и да су врли јер верују да су бољи од својих суграђана.“ У Њујорк Посту, Кајл Смит је похвалио филм као „једноставан и компликован, широк и узак [...] Ханекеова хладна контрола му омогућава да изгради величанствену архитектуру зла. Загађене душе истичу се наспрам сталожених композиција и уредних детаља.“
Међутим, критичари као што је Цлаудиа Пуиг из УСА Тодаи похвалили су кинематографију и перформансе филма док су критиковали његов „глацијални темпо“ и „недостатак [задовољства] резолуције или катарзе“. Ен Хорнадеј из Вашингтон поста је написала да је покушај да се семе фашизма лоцира у верском лицемерју и ауторитаризму „поједностављена идеја, узнемирујућа не својом изненађењем или дубином, већ садистичком невољом коју је филмски стваралац предузео да би то унапредио“. У Њујорк тајмсу, АО Скот га је оптужио да „мистификује историјски феномен који наводно истражује. [...] Бела трака је јединица која нуди филозофски и естетски незадовољавајући одговор: сви. Што ће такође рећи: нико.“ Роџер Иберт из <i>Чикаго Сан Тајмса</i> дао је филму четири звездице од четири, написавши: „Бела трака прича једноставну причу у једном селу о малим људима и сугерише да морамо пронаћи равнотежу између страха и сигурности“.

### Признања и награде
На Филмском фестивалу у Кану 2009. године, филм је добио највишу награду жирија, Златну палму, и награду међународних филмских критичара, плус посебно признање Екуменског жирија. Потом је у августу уследила Велика награда FIPRESCI за најбољи филм године. Освојио је три главне награде на Европским филмским наградама 2009, одржаној у Бохуму у Немачкој, за најбољи филм, најбољу режију и најбољег сценаристе. На 67. годишњој додели Златних глобуса, филм је освојио награду Златни глобус за најбољи филм на страном језику. Године 2010. филм је освојио награду BBC Four World Cinema Award.
Филм је био номинован у категорији најбољи филм на страном језику на 82. додели Оскара. Номинација филма испред Немачке, а не Аустрије, било је извор неких контроверзи, пошто би Академија филм прихватила као кандидат обе земље. Мартин Швајгофер, шеф аустријске филмске комисије, изразио је сумњу у вези са одлуком: „Нелагодност настаје због нејасних правила Академије. У битним функцијама филм је аустријски“. Пријављено је да је амерички дистрибутер Sony Pictures Classics, вршио притисак на Немачку да га пријави, а не на Аустрију.
У априлу 2010, филм је добио десет Лола на немачким филмским наградама, укључујући најбољи филм, најбољу режију и најбољег глумца.
Бела трака је добила 10 гласова у анкетама Британског филмског института 2012. Sight & Sound и 2016. године заузела је 18. место у међународној анкети критичара о најбољим филмовима од 2000. године.